# Dean Baker
Dean Baker (sinh ngày 13 tháng 7 năm 1958) là một nhà kinh tế học vĩ mô người Hoa Kỳ, là đồng sáng lập và đồng giám đốc của Center for Economic and Policy Research. Trước đó, ông là một nghiên cứu viên chính của Economic Policy Institute và là một trợ lý giáo sư kinh tế tại trường Đại học Bucknell. Ông có một bằng Tiến sĩ về kinh tế học từ trường Đại học Michigan, bằng cử nhân từ trường Đại học Swarthmore.

## Khủng hoảng tài chính 2007-2009
Dựa trên bộ dữ liệu về giá nhà ở của Chính phủ Hoa Kỳ và nhà kinh tế Đại học Yale Robert Shiller, Baker là nhà kinh tế đầu tiên nhận ra bong bóng trong thị trường nhà ở của Hoa Kỳ trong năm 2002, và là một trong số ít nhà kinh tế đã dự đoán chính xác rằng việc sụp đổ của thị trường bong bóng này sẽ dẫn tới suy thoái kinh tế. Ông đã phê phán gay gắt hệ thống quy chế về bất động sản và ngành tài chính], việc sử dụng các công cụ tài chính như CDOs, và sự thiếu năng lực và xung đột về lợi ích của các chính trị gia Hoa Kỳ, chẳng hạn như Hank Paulson.
Baker phản đối việc chính phủ Hoa Kỳ cứu các ngân hàng ở Wall Street với lập luận rằng chỉ có các cổ đông và CEO được trả lương cao của các ngân hàng này là bị thiệt hại nếu chúng sụp đổ. Về tất cả các tác động tiêu cực giả định của việc cứu trợ, ông đã liên tục giải thích rằng, "Chúng ta biết làm thế nào để giữ cho hệ thống tài chính hoạt động ngay cả khi ngân hàng đi vào phá sản và mất quyền quản lý tài chính" dẫn chứng là hành động của chính phủ Hoa Kỳ trong thời gian khủng hoảng tín dụng những năm 1980. Ông chế diễu các chính khách Hoa Kỳ vì chuyện thích cứu trợ, nói rằng: How do you make a DC intellectual look less articulate than Sarah Palin being interviewed by Katie Couric ? That's easy. You ask them how failure to pass the bailout will give us a Great Depression.
Ông cũng tham gia viết cho weblog Beat The Press có nhiều độc giả. Tại đây, ông thường nhận xét về các báo cáo kinh tế của các tờ báo hàng đầu, National Public Radio và các nguồn tin tức chính thống khác.

## Thông tin
- CEPR bio
- Op-Eds and Columns Lưu trữ ngày 23 tháng 5 năm 2009 tại Wayback Machine
- Weblog: Beat The Press Lưu trữ ngày 22 tháng 4 năm 2009 tại Wayback Machine
- The Conservative Nanny State Lưu trữ ngày 20 tháng 2 năm 2017 tại Wayback Machine

## Truyền thông
- Marketplace Public Radio (Audio): We Demand to See More Transparency Lưu trữ ngày 6 tháng 12 năm 2010 tại Wayback Machine, ngày 9 tháng 3 năm 2009
- C-SPAN's Book TV (Video): Plunder and Blunder: The Rise and Fall of the Bubble Economy Lưu trữ ngày 16 tháng 8 năm 2011 tại Wayback Machine, ngày 27 tháng 1 năm 2009
- News Hour with Jim Lehrer (Video): Massive Job Cuts Renew Calls fro Quick Action on Stimulus, ngày 26 tháng 1 năm 2009
- NPR's Fresh Air (Audio): The Key to Economic Stimulus?, ngày 13 tháng 1 năm 2009
- Bill Moyers Journal (Video), ngày 8 tháng 8 năm 2008
- Dean Baker argues that the debate over the economy should not be over whether to regulate, but how Lưu trữ ngày 12 tháng 7 năm 2009 tại Wayback Machine in the Boston Review
- Video (and audio) of debates & discussions involving Baker trên Bloggingheads.tv
- Short discussion about the bailout